# Villers-aux-Érables
Villers-aux-Érables là một xã ở tỉnh Somme, vùng Hauts-de-France, Pháp.

## Địa lý
Thị trấn này có cự ly khoảng 15 dặm Anh (24 km) về phía đồng nam của Amiens, trên đường D28.

## Dân số
| 1962                                                  | 1968 | 1975 | 1982 | 1990 | 1999 |
| ----------------------------------------------------- | ---- | ---- | ---- | ---- | ---- |
| 104                                                   | 106  | 98   | 94   | 96   | 104  |
| Số liệu dân số từ năm 1962, dân số không tính hai lần |      |      |      |      |      |